# NGC 5311
NGC 5311 est une galaxie lenticulaire située dans la constellation des Chiens de chasse. Sa vitesse par rapport au fond diffus cosmologique est de 2 843 ± 13 km/s, ce qui correspond à une distance de Hubble de 41,9 ± 2,9 Mpc (∼137 millions d'al). NGC 5311 a été découverte par l'astronome germano-britannique William Herschel en 1788.
NGC 5311 présente une large raie HI. En raison d'une brillance de surface égale à 14,24 mag/am2, on peut qualifier NGC 5311 de galaxie à faible brillance de surface (LSB en anglais pour low surface brightness). Les galaxies LSB sont des galaxies diffuses (D) avec une brillance de surface inférieure de moins d'une magnitude à celle du ciel nocturne ambiant.

## Groupe de NGC 5371
Selon A. M. Garcia, NGC 5311 fait partie du groupe de NGC 5371. Ce groupe de galaxies compte au moins 18 membres, dont NGC 5289, NGC 5290, NGC 5313, NGC 5320, NGC 5326, NGC 5346, NGC 5350,NGC 5354, NGC 5355, NGC 5358 et NGC 5371.
D'autre part, Abraham Mahtessian mentionne aussi l'existence de ce groupe, mais il n'y figure que 15 galaxies. Les galaxies NGC 5346 et NGC 5358 ne font pas partie de la liste de Mahtessian, mais celui-ci ajoute trois galaxies : NGC 5337, NGC 5362 et NGC 5383. Ces trois galaxies font partie d'un autre groupe de quatre galaxies décrits par Garcia, le groupe de NGC 5383.